# Red Liberal de África
La Red Liberal de África (ALN; francés: Réseau libéral africain) es una organización compuesta por 47 partidos políticos de 29 países de África. Es una organización asociada a la Internacional Liberal, la familia política a la que pertenecen los partidos democráticos liberales. La RLA sirve para promover objetivos y principios liberales en todo el continente.
Las partes involucradas en la RLA acuerdan una política que establece que: existen para garantizar la libertad y la dignidad de todas las personas a través de; establecer derechos civiles y políticos, garantizar las libertades básicas, el estado de derecho, un gobierno democrático basado en elecciones libres y justas con una transición pacífica, garantizar los derechos religiosos, de género y de las minorías, luchar contra la corrupción y establecer economías de libre mercado.

## Desarrollo
La red se desarrolló a partir de lo que originalmente era la Organización de Partidos Liberales Africanos y se estableció durante una reunión inicial de partidos en Mombasa, Kenia, en julio de 2001. Se lanzó formalmente en una reunión posterior en Johannesburgo, Sudáfrica, en junio de 2003. Este reunión adoptó la Declaración de Johannesburgo, comprometiendo a las partes con los principios democráticos liberales básicos. La red ahora se ejecuta desde la sede de la Alianza Democrática en Ciudad del Cabo, Sudáfrica. La Fundación Westminster para la Democracia apoya principalmente a la RLA, y desde sus inicios ha mantenido una relación de beneficio mutuo con otros socios. Para garantizar la sostenibilidad, la RLA busca diversificar y ampliar su base de apoyo y asociación para incluir a otras instituciones.

## Objetivos
Los objetivos de la Red Liberal de África son:
- Facilitar el desarrollo y crecimiento de los partidos liberal demócratas.
- Fomentar la solidaridad entre los partidos miembros con el objetivo de ayudarlos a alcanzar el poder por medios democráticos.
- Establecer una alianza de partidos liberales demócratas afines en África para compartir información y experiencias.

## Proyectos y actividades
Los proyectos de la RLA se enfocan en: reuniones de coordinación y liderazgo; apoyo electoral/campaña; desarrollo de políticas; organización y desarrollo de partidos; educación política, conciencia cívica, educación y registro de votantes; posiciones políticas conjuntas; seminarios de formación, talleres; transversalización de género y juventud; intercambio de información y habilidades a través de visitas, sitio web, boletín, publicaciones, investigación.

## Miembros
- Organización de Jóvenes Liberales Africanos-Liberales Energizando la Democracia Africana OJLA-LEDA

 Botsuana
- Movimiento por la Democracia de Botswana (MDB)

 Burkina Faso
- Alianza para la Democracia y la Federación - Agrupación Democrática Africana (ADF-ADA)
- Unión para el Progreso y la Reforma (UPR)

 Burundi
- Alianza Democrática para la Renovación (ADR) fr

 Comoras
- Alianza Nacional para las Comoras ANC

 República Democrática del Congo
- Alianza Nacional de Demócratas para la Reconstrucción (ANADER) fr
- Alianza para la Renovación en el Congo (ARC) fr
- Partido Nacional para la Reforma (PNR)
- Gente al Servicio de la Nación (GSN)
- Unión por la Mayoría Republicana (UMR)

 República del Congo
- Unión de Demócratas Humanistas (UDH-Yuki)

 Etiopía
- Partido Democrático Etíope (PDE)

 Ghana
- Partido Liberal de Ghana (PLG)
- Partido Progresista Popular (PPP)

 Guinea
- Partido de la Unidad y del Liberalismo Social (PULS)
- Agrupación por la República (APR)
- Unión de Fuerzas Democráticas de Guinea (UFDG)
- Unión de Fuerzas Republicanas UFR

 Costa de Marfil
- Agrupación de los Republicanos (ADR)

 Kenia
- Partido Liberal del Pueblo (PLP)
- Movimiento Democrático Naranja (MDN)

 Madagascar
- Arco de la Nación (ADN)
- Movimiento para el Progreso de Madagascar (MPM)

 Malaui
- Foro por la Devolución Democrática (FDD)

 Mali
- Partido Ciudadano para la Renovación (PCR)
- Partido para el Desarrollo Económico y la Solidaridad PDES
- Unión por la República y la Democracia (URD)

 Mauritania
- Agrupación por Mauritania (RPM-Temam)

 Marruecos
- Diputado del Movimiento Popular (MP)
- Unión Constitucional (UC)

 Níger
- Movimiento para el Renacimiento del Níger (MRN-NIYYA)

 Senegal
- Partido Democrático Senegalés (PDS)
- Partido por la Libertad y la Ciudadanía/ Défar Jikoyi (PLC-DJ)
- Rewmi

 Seychelles
- Partido Nacional de Seychelles (PNS)

 Sierra Leona
- Movimiento Popular por el Cambio Democrático (MPCD)

 Somalia
- Partido CAHDİ

 Sudáfrica
- Alianza Democrática (AD)

 Sudán del Sur
- Foro de la Juventud Liberal de Sudán del Sur (FJLSS)

 Sudán
- Partido Liberal de Sudán (PLS)
- Partido Federal de la Verdad (PFV)

 Suazilandia
- Partido Democrático Unido Africano (PDUA)

 Tanzania
- Frente Cívico Unido (FCU)

 Togo
- Partido de los Togoleses (PDT)

 Zambia
- Alianza de los Pueblos para el Cambio (APC)
- Partido Unido para el Desarrollo Nacional (PUDN)